# Le Silence du Dr. Evans
Pour plus de détails, voir Fiche technique et Distribution.
Le Silence du Dr Evans (en russe : Молчание доктора Ивенса, Molchaniye doktora Ivensa) est un film soviétique de science-fiction réalisé par Boudimir Metalnikov, sorti en 1974. Le film est produit par les studios Mosfilm.

## Synopsis
Victime d'un crache d'avion au-dessus de l'océan Atlantique, Dr Martin Evans est secouru par un groupe d’extraterrestres dont la civilisation, bien en avance sur celle de la Terre, a déjà réussi à développer ce qui constitue son sujet de recherche, à savoir une très grande espérance de vie. Mais lorsque Dr Evans les interroge sur l'ensemble des techniques le permettant ses nouveaux amis lui disent douter que l'humanité en fasse bon usage. Il finit par se ranger de cet avis après une attaque de la base d'extraterrestres par les garde-côtes. Revenu de son expédition, il en fait la déclaration lors d'un congrès, mais il va payer cher son revirement.

## Fiche technique
- Titre original : Molchaniye doktora Ivensa
- Titre français : Le Silence du Dr. Evans
- Réalisation : Boudimir Metalnikov
- Scénario : Boudimir Metalnikov
- Photographie : Vladimir Bondarev et Yuri Sokol
- Directeur artistique : Leonid Pertsev
- Musique : Edouard Artemiev
- Interprétation de la chanson When you’re by my side : Valery Obodzinsky
- Son : Yan Pototski (ru)
- Société de production : Mosfilm
- Pays d'origine : URSS
- Format : Couleurs - Mono
- Genre : science-fiction
- Durée : 90 minutes
- Date de sortie : 
  - Union des Républiques socialistes soviétiques : 15 avril 1974

## Distribution
- Serge Bondartchouk : Dr Evans
- Irina Skobtseva : Mrs. Evans
- Zhanna Bolotova : Aranta
- Olgerts Kroders (lv) : Grass
- Leonid Obolenski : Zor
- Boris Romanov (ru) : Buamy
- Pranas Piaulokas (lt) : Lazki
- Valeri Khlevinski (ru) : Fazenda
- Igor Kouznetsov : Rin
- Gunars Placens : Bem
- Vladimir Skomarovski : argentin
- Alekseï Krioukov : Bobby